# Contea di Xingtang
La contea di Xingtang (行唐县S, Xíngtáng XiànP) è una contea della Cina, situata nella provincia di Hebei e amministrata dalla prefettura di Shijiazhuang.